# Bokor Jutta
Bokor Jutta (Budapest, 1955. október 2. –) magyar opera-énekesnő (mezzoszoprán), a Magyar Állami Operaház nagykövete, a Rákoshegyi Bartók Zeneház kuratórium elnöke.

## Életpályája
Budapest XVII. kerületében, Rákoshegyen született. Nyolcéves korától tanult zongorázni, 1971-től énekel. 1979-ben felvételt nyert a Liszt Ferenc Zeneművészeti Egyetem – akkor még Főiskola – opera tanszakára, ahol Ónody Márta növendéke volt és 1983-ban végzett. A Magyar Állami Operaházban főiskolásként, majd annak tagjaként 1983-tól számos szerepben lépett fel. 1985-ben a BBC walesi szekciója által rendezett Cardiff Singer of the World competition énekversenyen II. díjat nyert. 1985-től szerződése volt a bécsi Volksoperrel. 1998-ban a Lengyel Rádió koncerttermében Witold Lutosławski emlékére rendezett Duna-menti Népek Fesztiválja barátságkoncertjének magyarországi képviselője volt. 1999-ben Zágrábban A rózsalovag Octavianját és Bach Húsvéti Oratóriumának altszólóját énekelte, melyről tévéfelvétel is készült. Sokoldalúságát nem csak eddigi alakításai bizonyítják, hanem nyitottsága is, mely megnyilvánul a kultúra egyéb területei iránt, mint például rádiós műsorvezetés – a Bartók Rádió- („Muzsikáló délután”), Petőfi Rádió – („A Múzsák neveletlen gyermekei” és „Zenesarok”) és a Rádió 17 ("Nyitott kapu") műsoraiban, vagy nemzetközi énekesi mesterkurzus tartása Majkon.
Vendégszerepelt többek között Belgiumban, Csehországban, Izlandon, Lengyelországban, Németországban, Nagy-Britanniában és az egykori Szovjetunióban. Többször járt Japánban Suzuki és Cherubino szerepével. Izaki Masahiro japán karmester gyakorta hívta szerepelni Tokióba és Szolnokra. Számos magyar operafilm fő- és közreműködő szereplője. 2005-től kuratóriumi elnöke a Rákoshegyi Bartók Zeneháznak, ahol hazai és nemzetközi komolyzenei kurzusok, népzenei versenyek – "Fehér Galamb" és Bartók Rákoskeresztúron 1912–1920" – országos műveltségi versenyek szervezése fűződnek nevéhez. Komolyzenei hangversenyek, interaktív gyerekprogramok szervezője, műsorvezetője. A Bogáncs című meseopera megálmodója és menedzsere, melyet a Magyar Állami Operaház is játszott. Ezenkívül kisoperákat is rendez gyerekeknek, mint például Csukás István – Balázs Árpád Tejhatalom című kisoperáját. 2013-tól napjainkig a Magyar Állami Operaház Nagykövete, melynek keretében interaktív, komolyzenei foglalkozásokat tart országszerte középiskolákban. A foglalkozások témái felölelik a barokk kortól kezdődően napjaink zenéjét, különös tekintettel az opera műfajára. A nagyköveti munka során évente több mint 15 000 fiatallal találkozik és népszerűsíti a komolyzenét.

## Főbb operaszerepei
- Georges Bizet – Carmen – Mercedes
- Pjotr Iljics Csajkovszkij – Anyegin – Olga
- Friedrich von Flotow – Márta – Nancy (Budapesten és Bécsben)
- Engelbert Humperdinck – Jancsi és Juliska – Jancsi
- Kodály Zoltán – Háry János – Örzse
- Kodály Zoltán – Székely fonó – Szomszédasszony
- Kókai Rezső – István király – Gizella királyné
- Pietro Mascagni – Parasztbecsület  – Santuzza és Lola
- Siegfried Matthus – Die Weise von Liebe und der Tod des Cornets (főszerep a Volksoperben, Bécsben)
- Wolfgang Amadeus Mozart – A varázsfuvola – II. és III. Dáma
- Wolfgang Amadeus Mozart – Così fan tutte – Dorabella
- Wolfgang Amadeus Mozart – Don Giovanni – Zerlina (Montreal Opera, Montréal)
- Wolfgang Amadeus Mozart – Figaro házassága – Cherubin és Marcellina
- Wolfgang Amadeus Mozart – Titus kegyelme – Sesto és Annio
- Otto Nicolai – A windsori víg nők – Frau Reich (Bécs)
- Jacques Offenbach – Hoffmann meséi – Miklós
- Amilcare Ponchielli – Gioconda – Laura Adorno (Prága)
- Giacomo Puccini – Pillangókisasszony – Szuzuki (Budapest, Athén)
- Gioachino Rossini – A sevillai borbély – Rosina és Berta
- Johann Strauss – A cigánybáró – Czipra (Ausztria, Németország)
- Johann Strauss – A denevér – Orlovsky herceg (Budapest, Bécs, Ausztria, Németország)
- Richard Strauss – Ariadne Naxos szigetén – Komponista
- Richard Strauss – A rózsalovag – Octavian (Budapest, Zágráb)
- Giuseppe Verdi – Aida (opera) – Amneris (Brno, Győr, Prága)
- Giuseppe Verdi – A végzet hatalma – Preziosilla

## Főbb oratórium repertoárja
- Johann Sebastian Bach – Húsvéti oratórium – altszóló
- Johann Sebastian Bach – János, Máté, Márk passió, h-moll mise, Karácsonyi oratórium, számos szóló és kantáták
- Ludwig van Beethoven – Missa Solemnis, IX. szimfónia, C-dúr mise, dalok
- Antonín Dvořák – Stabat Mater, Requiem
- Georg Friedrich Händel – Messias, Judas Maccabeus, Josua, Jeftha, Dettingeni Te Deum
- Joseph Haydn – Nelson mise, Krisztus hét szava a keresztfán, Üstdob mise
- Kodály Zoltán – Missa brevis, Budavári Te Deum
- Felix Mendelssohn Bartholdy – Éliás – altszóló
- Mosonyi Mihály – C-dúr mise
- Wolfgang Amadeus Mozart – Requiem, Koronázási mise, c-moll mise
- Gioacchino Rossini – Stabat Mater, Kismise
- Franz Schubert – Esz-dúr mise, Ász-dúr mise
- Giuseppe Verdi – Requiem

## Szereplései, melyekből film- vagy hangfelvétel készült
- Johann Sebastian Bach – Húsvéti oratórium – altszóló
- Johann Sebastian Bach – János, Máté, Márk passió, h-moll mise, Karácsonyi oratórium, számos szóló és kantáták (CD-n megjelent a Hungaroton gondozásában)
- Balassa Sándor – Karl és Anna (CD-n megjelent a Hungaroton gondozásában), (2003)
- Balázs Árpád – Baranyi Ferenc – Vádoló múltunk (opera)
- Ludwig van Beethoven – Missa Solemnis, IX. szimfónia, C-dúr mise (1986), Dalok (CD-n megjelent a Hungaroton gondozásában)
- Pjotr Iljics Csajkovszkij – Anyegin – Olga (DVD-n kiadta az Magyar Televízió)
- Erkel Ferenc – István király  (CD-n megjelent a Naxos gondozásában), (2014)
- Farkas Ferenc – zenés játékok
- Umberto Giordano – Fedora (CD-n megjelent a Sony gondozásában), (1990)
- Golden Clouds – Hungarian Contemporary Songs – Arany felhők – Kortárs magyar szerzők dalai (saját album, CD-n megjelent a Hungaroton gondozásában), (2000)
- Goldmark Károly dalai Bokor Jutta előadásában (saját album, CD-n megjelent a Hungaroton gondozásában), (2002)
- Charles Gounod – Galamb – Marie (DVD-n kiadta az Magyar Televízió)
- Felix Mendelssohn Bartholdy – Szentivánéji álom (CD-n megjelent a Hungaroton gondozásában), (1983)
- Wolfgang Amadeus Mozart/Franz Schubert – Koronázási mise, G-dúr mise (CD-n megjelent a Hungaroton gondozásában), (1993)
- Wolfgang Amadeus Mozart – Don Giovanni – Zerlina (Montreal Opera, Montréal)
- Wolfgang Amadeus Mozart – Figaro házassága – Cherubin és Marcellina (DVD-n kiadta az Magyar Televízió)
- Wolfgang Amadeus Mozart – Koronázási mise – (CD-n megjelent a Delta gondozásában), (1993)
- Wolfgang Amadeus Mozart – Requiem, Koronázási mise, c-moll mise  (CD-n megjelent a Hungaroton gondozásában)
- Szergej Szergejevics Prokofjev – Péter és a farkas – átdolgozás és mesélő
- Franz Schubert – Esz-dúr mise, Ász-dúr mise  (CD-n megjelent a Hungaroton gondozásában)
- Richard Strauss – A rózsalovag – Octavian
- Richard Strauss – dalok (saját fordítással) (CD)
- Giuseppe Verdi – Rigoletto – Giovanna (DVD-n kiadta az Magyar Televízió)
- Vincze Ottó – zenés játékok (DVD-n kiadta az Magyar Televízió)
- Richard Wagner – Parsifal

## Díjak
- Singer of the World II. díj (1985, Wales)
- Bartók Béla-Pásztory Ditta-díj (1988)
- Podmaniczky-díj (2007)
- Budapestért díj (2008)
- Artisjus-díj (2010)
- Rákosmente díszpolgára (2010)
- Magyar Arany Érdemkereszt (2025)